# كولن تشيشولم (مغني)
كولن تشيشولم (بالإنجليزية: Colin Chisholm)‏ هو مغني بريطاني، ولد في 1953 في إدنبرة في المملكة المتحدة.